# Janneke Ensing
Janneke Ensing, née le 21 septembre 1986 à Gieten, est une ancienne coureuse cycliste et patineuse de vitesse néerlandaise.

## Biographie
Elle pratique le cyclisme en parallèle du patinage jusqu'en 2013, où elle se consacre à la première discipline. En 2015, elle se classe quatrième des Auensteiner-Radsporttage.
En 2016, elle termine deuxième au sprint du championnat des Pays-Bas sur route, battue par Anouska Koster.
En 2017, sur la sixième étape du Boels Ladies Tour, elle profite d'une accélération d'Anna van der Breggen pour attaquer et revenir sur l'échappée de tête en compagnie de Katarzyna Niewiadoma. Elles effectuent la jonction au kilomètre quatre-vingt-dix-huit. Katarzyna Niewiadoma attaque ensuite dans Meerssen puis dans le Snijdersberg. Derrière Lucinda Brand, Janneke Ensing, Christine Majerus et Alexis Ryan s'organisent pour la reprendre. La Polonaise a quarante secondes d'avance sur ce groupe à quinze kilomètres de l'arrivée et une minute vingt sur le peloton. Ce dernier doit poser pied à terre à cause d'un passage à niveau fermé. À cinq kilomètres de l'arrivée, Lucinda Brand et Janneke Ensing reviennent sur Katarzyna Niewiadoma. Janneke Ensing attaque peu après. Elle n'est pas reprise et lève les bras. C'est sa première victoire professionnelle.
Lors de la Classique de Saint-Sébastien, la course décide sur une portion plate. Un groupe de seize coureuses se détachent. Dans la troisième difficulté de la journée, Lucy Kennedy attaque. Janneke Ensing est deuxième au sommet. L'Australienne est ensuite victime d'une crevaison, ce qui permet à Ensing de la dépasser. À trente kilomètres de l'arrivée, elle est en tête avec cinquante-cinq secondes d'avance. Toutefois la coopération derrière réduit l'écart à quarante secondes au pied du Murgil Tontorra. Lucy Kennedy y produit son effort et revient sur Janneke Ensing et la dépasse. Janneke Ensing est deuxième.
Elle prend sa retraite à l'issue de la saison 2021.

## Palmarès cycliste sur route

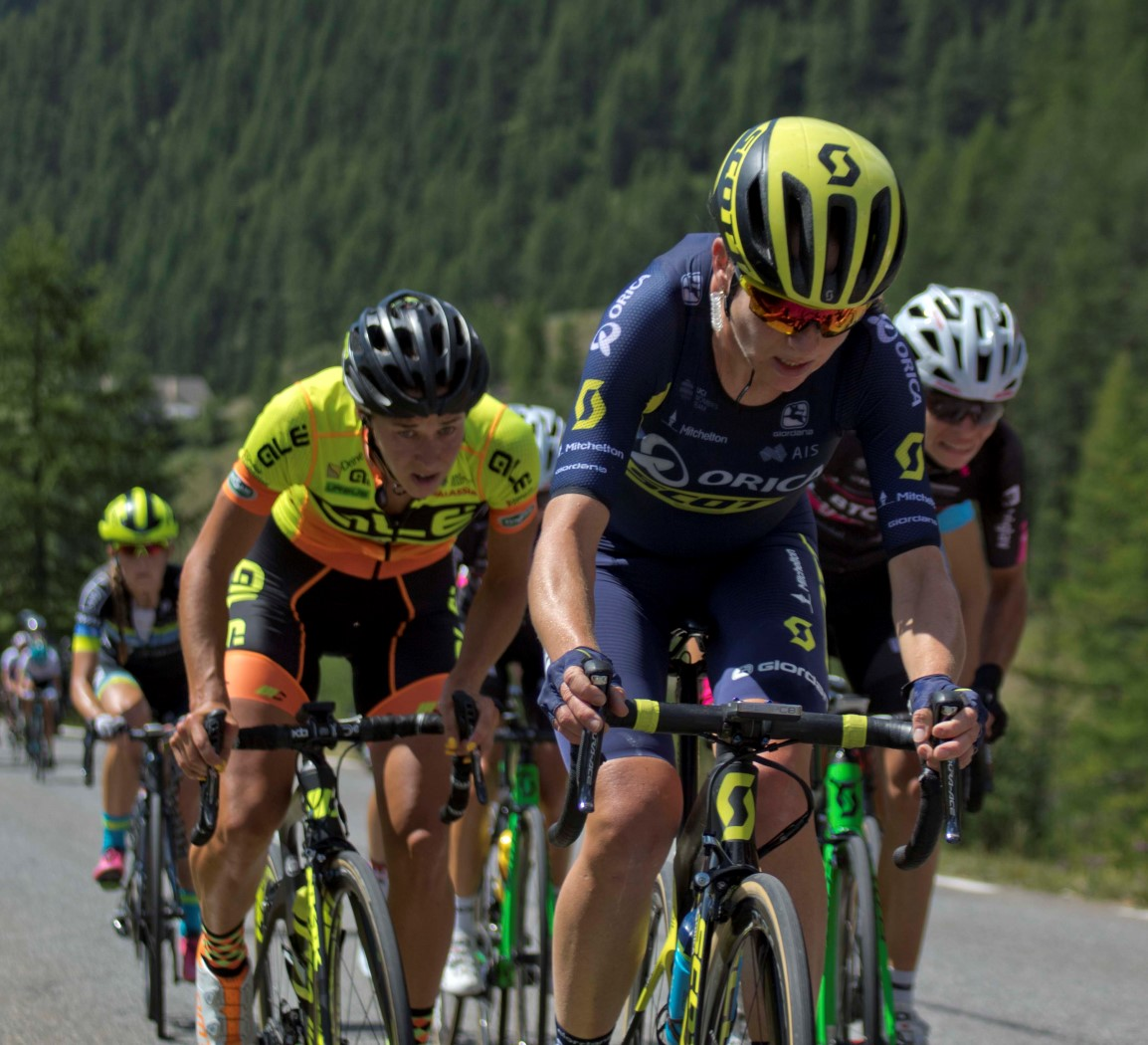
En second plan sur le col de l'Izoard

### Palmarès par années
- 2011
  - 2e de Dwars door de Westhoek
- 2014
  - 2e de Gand-Wevelgem
- 2015
  - 2e de Gand-Wevelgem
- 2016
  - 2e du championnat des Pays-Bas sur route
- 2017
  - 6e étape du Boels Ladies Tour
  - 1re étape du Tour de Toscane
  - 2e du Santos Women's Tour
  - 8e de la Flèche wallonne
  - 9e du Tour des Flandres
- 2018
  - Le Samyn des Dames
  - 6e des Strade Bianche
- 2019
  - 2e de la Classique de Saint-Sébastien
  - 8e des Strade Bianche

### Classements mondiaux
| Année                                 | 2010 | 2011 | 2012 | 2013 | 2014 | 2015 | 2016 | 2017 | 2018 | 2019 | 2020 | 2021 |
| ------------------------------------- | ---- | ---- | ---- | ---- | ---- | ---- | ---- | ---- | ---- | ---- | ---- | ---- |
| Classement UCI                        | 341e | 104e | nc   | nc   | 136e | 71e  | 109e | 32e  | 71e  | 111e | 467e | 139e |
| UCI World Tour                        |      |      |      |      |      |      | 95e  | 25e  | 58e  | 78e  | 126e | 72e  |
|                                       |      |      |      |      |      |      |      |      |      |      |      |      |
| Légende : nc = non classéSource : UCI |      |      |      |      |      |      |      |      |      |      |      |      |

## Palmarès en patinage de vitesse

### Palmarès par années
- 2014
  - 3e du championnat des Pays-Bas du départ en masse
- 2016
  - 2e du championnat des Pays-Bas du départ en masse

### Records personnels
| Distance | Temps         | Date             | Patinoire  |
| 500 m    | 40 s 87       | 6 octobre 2012   | Heerenveen |
| 1 000 m  | 1 min 19 s 98 | 27 novembre 2010 | Heerenveen |
| 1 500 m  | 2 min 0 s 23  | 29 décembre 2013 | Heerenveen |
| 3 000 m  | 4 min 9 s 69  | 25 novembre 2011 | Astana     |
| 5 000 m  | 7 min 12 s 27 | 2 décembre 2011  | Heerenveen |